# Diodia saponariifolia
Diodia saponariifolia là một loài thực vật có hoa trong họ Thiến thảo. Loài này được (Cham. & Schltdl.) K.Schum. mô tả khoa học đầu tiên năm 1888.